# Kathryn Immonen
Pour les articles homonymes, voir Immonen.
Kathryn Immonen est une scénariste de comics canadienne.

## Biographie
Kathryn Immonen naît le 1er janvier 1971 au Canada. Elle est titulaire d'un master en beaux-arts. Elle est mariée avec Stuart Immonen qui est dessinateur de comics et avec lequel elle a un fils. En 2007, elle reçoit une bourse du Women's Studio Workshop qui lui permet de réaliser le comics I can make you love me. Elle a écrit des scénarios pour DC Comics et pour Marvel Comics où elle s'est occupée des séries Les Fugitifs et Journey Into Mystery. Elle travaille souvent avec son mari. Ainsi ont-ils écrit Never As Bad As You Think pour BOOM! Studios et en 2009, ils ont publié un album chez Top Shelf intitulé Moving Pictures (traduit en français sous le titre Clair-Obscur) qui était un recueil de leur webcomics. Ils ont aussi travaillé sur Russian Olive to Red King. En 2018, avec son mari elle crée un comics disponible seulement sur Instagram.